# سد نام پونگ
سد نام پونگ (به لاتین: Nam Pung Dam) یک سد و نیروگاه برقابی در تایلند است که در Khok Phu واقع شده‌است.